# ネガティブ・ツインタワー!
『ネガティブ・ツインタワー!』は、けものの★による日本の漫画作品。ウェブコミック誌『FlexComixブラッド』（フレックスコミックス）にて2009年6月24日から2012年8月27日まで連載された。

## ストーリー
女子高生の兵頭要と宍戸真琴は180cmを越える身長などから周囲に恐れられている。だが、彼女たちは恋愛や友達付き合いを望む普通の少女であった。二人が周囲の誤解を解いて幸せをつかむ日は来るのか!?

## 登場人物
※声は+Voice（音声付コミック）版
兵頭 要（ひょうどう かなめ）
声 - 小林ゆう
荏田中高校1年生。182cmの長身で鋭い目つきをしたロングヘアの少女。緊張が頂点に達すると暴れだすので、周囲からは「狂犬」と恐れられている。
宍戸 真琴（ししど まこと）
声 - 岩岡玲湖
要と同じクラスで、身長も同じく182cmの長身。巨乳の眼鏡っ娘。口下手なために周囲に誤解されてしまう。

## 単行本
- けものの★ 『ネガティブ・ツインタワー!』 ほるぷ出版〈フレックスコミックス〉、全5巻
  1. 2010年1月7日発売 ISBN 978-4-7973-5825-4
  2. 2010年8月10日発売 ISBN 978-4-7973-6107-0
  3. 2011年4月8日発売 ISBN 978-4-7973-6427-9
  4. 2011年11月12日発売 ISBN 978-4-7973-6778-2
  5. 2012年8月12日発売 ISBN 978-4-593-85701-2